# Ивановка (Хынчештский район)
Ивановка (рум. Ivanovca) — село в Хынчештском районе Молдавии. Является административным центром коммуны Ивановка, включающей также сёла Костешты и Фрасин.

## География
Село расположено на высоте 30 метров над уровнем моря. Протекает река Галина.

## Население
По данным переписи населения 2004 года, в селе Ивановка проживает 656 человек (315 мужчин, 341 женщина).
Этнический состав села:
| Национальность | Число жителей | Процентный состав |
| -------------- | ------------- | ----------------- |
| украинцы       | 389           | 59.3              |
| молдаване      | 246           | 37.5              |
| русские        | 14            | 2.13              |
| болгары        | 6             | 0.91              |
| гагаузы        | 1             | 0.15              |
| Всего          | 656           | 100%              |